# بیمارستان شیما
بیمارستان شیما (島内科医院)، یک بیمارستان ژاپنی، اکنون کلینیک، در هیروشیما، ژاپن است.
این مکان دقیقاً محلی بود که بمباران اتمی هیروشیما و ناگاساکی در ۶ اوت ۱۹۴۵ رخ داد. بیمارستان شیما زمین صفر یا کانون زمین‌لرزه محسوب می‌شود.